# Phil Fayne
Phillip Fayne Fayne II, detto Phil (Elk Grove, 15 aprile 1997), è un cestista statunitense con cittadinanza beliziana.

## Palmarès
- Campionato polacco: 1

W.M. Szczecin: 2022-2023
- Coppa di Portogallo: 1

Porto: 2024